# Nannophya pygmaea
Nannophya pygmaea – gatunek ważki z rodziny ważkowatych (Libellulidae). Jest szeroko rozprzestrzeniony – występuje od Pakistanu i Indii po Chiny, Japonię, Tajwan, Filipiny, Nową Gwineę, Wyspy Salomona i Australię.